# Sándor Szűcs

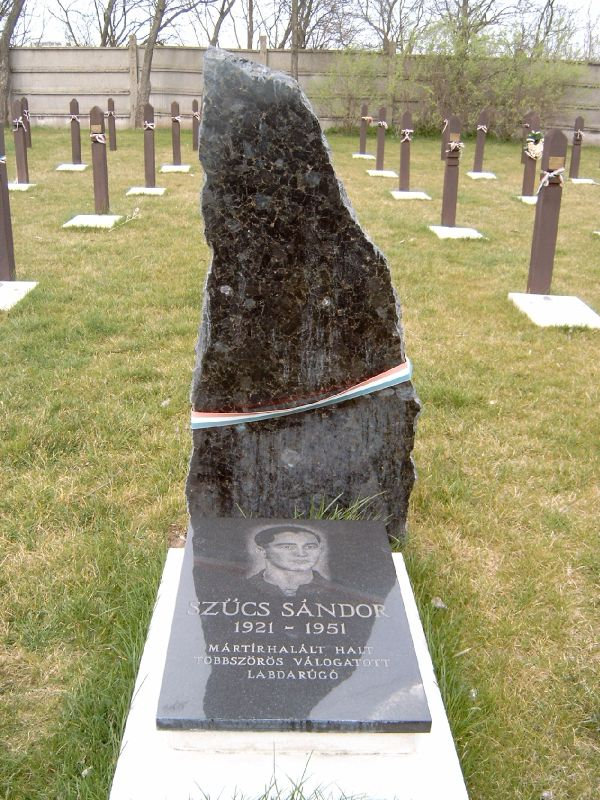
Grabstein von Sándor Szűcs auf dem Friedhof Új köztemető in Budapest mit der Aufschrift „Der mehrfache Fußballnationalspieler starb als Märtyrer“

Sándor Szűcs (* 23. November 1921 in Szolnok; † 4. Juni 1951 in Budapest) war ein ungarischer Fußballspieler. 1951 wurde er in Ungarn wegen „Hochverrats“ hingerichtet.

## Biographie

### Laufbahn als Fußballer
Sándor Szűcs absolvierte nach Abschluss seiner Schulzeit eine Lehre als Schlosser. Seine fußballerische Laufbahn begann er beim Szolnoki MÁV FC, ab 1944 spielte er für Újpest Budapest. Mit dieser Mannschaft wurde Szűcs von 1945 bis 1947 dreimal in Folge ungarischer Meister. Im Alter von 19 Jahren wurde er in die ungarische Junioren-Nationalmannschaft berufen und hatte drei Einsätze. Am 23. März 1941 spielte er erstmals in der Nationalmannschaft der Männer; bis 1948 absolvierte er 19 Länderspiele, gemeinsam mit unter anderen Ferenc Puskás, Gyula Lóránt und Sándor Kocsis. Er galt als einer der besten Abwehrspieler Europas.

### Fluchtversuch und die Folgen
Nach dem Ende des Zweiten Weltkriegs und der folgenden Errichtung der Ungarischen Volksrepublik nach sowjetischem Vorbild gingen zahlreiche ungarische Fußballspieler ins Ausland, auch weil sie dort mehr Geld verdienen konnten. Sie bildeten auf Initiative von Vilmos Sipos eine eigene nationale Auswahl mit Sitz in Italien, die IRO Hungaria (IRO=International Refugee Organization), wogegen die ungarischen Behörden protestierten. Diese Auswahl, in der auch andere Nationalitäten vertreten waren, bestritt zwischen 1949 und 1954 mehrere Freundschaftsspiele. Die schon Ausgewanderten versuchten, weitere ungarische Spieler, auch Szűcs, in den Westen zu holen, wohingegen die Regierung versuchte, weitere Abgänge zu verhindern. Ab 1950 waren alle Spieler von Újpest offizielle Mitarbeiter des Innenministeriums und gehörten der Polizei an, wohingegen die Spieler des Lokalrivalen Honvéd Budapest dem Militär unterstellt wurden.
Im Sommer 1948 lernte Sándor Szűcs die populäre Jazz-Sängerin Erzsi Kovács kennen, deren Mann die Fußballer zu einem Fest geladen hatte. Sie verliebten sich ineinander. Beide waren verheiratet, Szűcs Vater von zwei Kindern. Wenige Tage nach ihrem ersten Zusammentreffen verließ Kovács ihren Ehemann. Der damalige Präsident von Újpest forderte Szűcs auf, das „unmoralische“ Verhältnis zu beenden und drohte ihm mit Lagerhaft. Erzsi Kovács wurde zu einer Befragung vom Sicherheitsdienst Államvédelmi Hatóság (ÁVH) einbestellt. Fortan konnte sich das Liebespaar nur heimlich treffen. Im Oktober 1948 bestritt Szűcs sein letztes Länderspiel bei einem Freundschaftsspiel gegen Österreich, danach wurde er nicht mehr aufgestellt.
Am 6. März 1951 versuchten Sándor Szűcs und Erzsi Kovács, Ungarn gemeinsam auf illegalem Wege zu verlassen. Szűcs wusste über den schon in Italien spielenden Gyula Zsengellér, dass ein Verein aus Turin an ihm interessiert war. Beim Versuch, in Begleitung eines Fluchthelfers in einem Mietwagen über die Grenze nach Jugoslawien zu fahren, wurden sie verhaftet. Offenbar wurde der Fluchtversuch von ihrem Begleiter, der mutmaßlich der ÁVH angehörte, verraten, da sie dort schon von Soldaten erwartet wurden. Sie wurden in das Hauptquartier der ÁVH nach Budapest gebracht, heute als Haus des Terrors bekannt.
Sándor Szűcs und Erzsi Kovács wurden vor ein Militärgericht gestellt. Später berichtete Kovács: „Bei der Anhörung saßen wir nebeneinander. Sándor wollte nicht glauben, dass er etwas Schlimmes getan hatte, er wollte nur im Ausland spielen. Er sagte mir, ich solle mir keine Sorgen machen und dass alles gut werden würde.“ Im Mai 1951 wurde der 29-jährige Szűcs wegen „Hochverrats“ zum Tode verurteilt und am 4. Juni 1951 an einem geheimen Ort in Budapest durch den Strang hingerichtet. Seine Mannschaftskameraden József Bozsik, Ferenc Szusza und Puskás hatten vergeblich ein Gnadengesuch gestellt.
Bei seinem Urteil berief sich das Gericht auf das Dekret Nr. 26 von 1950, wonach Personen, die der Militärstrafjustiz unterworfen waren, im Falle eines illegalen Grenzübertritts zu lebenslanger Haft oder zum Tod verurteilt werden konnten. Das traf auf Szűcs zu, weil er Polizeibeamter war. Das Gesetz wurde niemals offiziell ratifiziert und – soweit bekannt – weder vorher noch nachher nochmals angewandt. Als strafverschärfend wurde bewertet, dass Szűcs seine Dienstwaffe dabei hatte; der mutmaßliche Mitarbeiter der ÁVH soll ihm geraten haben, sie mitzunehmen. Es wird vermutet, dass Szűcs von der ÁVH eine Falle gestellt wurde, sowohl die Flucht selbst als auch die Waffe betreffend. Erzsi Kovács erhielt eine Gefängnisstrafe von vier Jahren. Vom Tod ihres Freundes erfuhr sie erst nach ihrer Entlassung aus dem Gefängnis Ende des Jahres 1954.
Das Todesurteil gegen Szűcs wurde als Warnung an andere Sportler verstanden, Ungarn nicht zu verlassen. Weil die Fußballnationalmannschaft als Aushängeschild des „neuen“ kommunistischen Ungarn galt und Propagandazwecken diente, wurde offenbar an ihm ein Exempel statuiert. Bis zum Ungarischen Volksaufstand 1956 wagte tatsächlich kein weiterer Fußballnationalspieler den Versuch, ins Ausland zu flüchten. Dann erst verließen etwa Puskás, Zoltán Czibor und Sándor Kocsis ihr Heimatland.

### Rehabilitation und Erinnerung
Nach dem Fall des Eisernen Vorhangs im Jahre 1989 wurde das Todesurteil gegen Sándor Szűcs aufgehoben, und er wurde postum in den Rang eines Oberstleutnants der Polizei befördert. Auch wurden die Umstände seines Todes und die Lage seiner sterblichen Überreste öffentlich gemacht. Eine Schule sowie eine Tribüne im Heimstadion von Újpest, dem Szusza Ferenc Stadion, wurden nach ihm benannt. Erzsi Kovács (1928–2014), die bis in die 2000er Jahre als Sängerin tätig war, berichtete über die Geschehnisse in ihrer Autobiographie Rejtély, und 2005 drehte Béla Szobolits den Dokumentarfilm Miért? Egy tragikus szerelem története (Warum? Eine tragische Liebesgeschichte).

## Titel
- mit Újpest Budapest
  - Ungarischer Meister: 1945, 1945/46, 1946/47